# الرازق (أسماء الله الحسنى)
الرَازِق هو اسم من أسماء الله الحسنى، ومعناه المتكفل بالرزق والقائم عَلَى كل نفس بِمَا قيمها من قوتها.

## الدليل
من القرآن
- قول الله عز وجل: ﴿لَيَرۡزُقَنَّهُمُ ٱللَّهُ رِزۡقًا حَسَنࣰاۚ وَإِنَّ ٱللَّهَ لَهُوَ خَيۡرُ ٱلرَّ ٰزِقِينَ ۝٥٨﴾ [الحج:58]
- وقوله: ﴿وَٱرۡزُقۡنَا وَأَنتَ خَيۡرُ ٱلرَّ ٰزِقِينَ ۝١١٤﴾ [المائدة:114]
- وقوله: ﴿أَمۡ تَسۡـَٔلُهُمۡ خَرۡجࣰا فَخَرَاجُ رَبِّكَ خَيۡرࣱۖ وَهُوَ خَيۡرُ ٱلرَّ ٰزِقِينَ ۝٧٢﴾ [المؤمنون:72]
- وقوله: ﴿قُلۡ إِنَّ رَبِّی يَبۡسُطُ ٱلرِّزۡقَ لِمَن يَشَاۤءُ مِنۡ عِبَادِهِۦ وَيَقۡدِرُ لَهُۥۚ وَمَاۤ أَنفَقۡتُم مِّن شَیۡءࣲ فَهُوَ يُخۡلِفُهُۥۖ وَهُوَ خَيۡرُ ٱلرَّ ٰزِقِينَ ۝٣٩﴾ [سبأ:39]
- وقوله: ﴿وَٱللَّهُ خَيۡرُ ٱلرَّ ٰزِقِينَ ۝١١﴾ [الجمعة:11]
- وقوله: ﴿إِنَّ اللَّهَ هُوَ الرَّزَّاقُ ذُو الْقُوَّةِ الْمَتِينُ ۝٥٨﴾ [الذاريات:58]، قال القرطبي: وَقَرَأَ ابْنُ مُحَيْصِنٍ وَغَيْرُهُ (‌الرَّازِقُ).[2]

من السنة النبوية
- حديث أنس بن مالك: قال النَّاسُ: يَا رَسُولَ اللَّهِ، غَلَا السِّعْرُ فَسَعِّرْ لَنَا. فَقَالَ رَسُولُ اللَّهِ ﷺ: «إِنَّ اللَّهَ هُوَ الْمُسَعِّرُ الْقَابِضُ ‌الْبَاسِطُ ‌الرَّازِقُ، وَإِنِّي لَأَرْجُو أَنْ أَلْقَى اللَّهَ وَلَيْسَ أَحَدٌ مِنْكُمْ يُطَالِبُنِي بِمَظْلَمَةٍ فِي دَمٍ وَلَا مَالٍ»، أخرجه أحمد (12591)،[3] وأبوداود (3451)[4]، وابن ماجه (2200).[5]

والحديث صححه جماعة من المحدثين منهم ابن حبان، والمقدسي في المختارة، والألباني، والوادعي، وشعيب الأرناءوط.

## معنى الاسم
- قال قوام السنة إسماعيل الأصبهاني: «والرازق: المتكفل بالرزق والقائم عَلَى كل نفس بِمَا قيمها من قوتها، وسع الْخلق كلهم رزقه فَلم يخص بذلك مُؤمنا دون كَافِر، وَلَا وليا دون عَدو، يرْزق من عَبده وَمن عبد غَيره وَمن أطاعه وَمن عَصَاهُ، والأغلب من الْمَخْلُوق أَنه يرْزق فَإِذَا غضب منع، حُكيَ أَن بعض الْخُلَفَاء أَرَادَ أَن يكْتب جراية بعض الْعلمَاء فَقَالَ: لَا أريده، أَنا فِي جراية من إِذَا غضب عَليّ لم يقطع جرايته عني. قَالَ اللَّه عَزَّ وَجَلَّ: ﴿وَكَأَيِّنْ مِنْ دَابَّةٍ لَا تَحْمِلُ رِزْقَهَا اللَّهُ يَرْزُقُهَا وَإِيَّاكُمْ﴾ [العنكبوت:60] يرْزق الضَّعِيف الَّذِي لَا حِيلَة لَهُ كَمَا يرْزق الْقوي، وَكَانَ من دُعَاء دَاوُد - عَلَيْهِ السَّلَام - «يَا رَازِق النعاب فِي عشه» يُرِيد فرخ الْغُرَاب، وَذَلِكَ أَنه إِذَا تفقأت عَنهُ الْبَيْضَة خرج أَبيض كالشحمة، فَإِذَا رَآهُ الْغُرَاب أنكرهُ لبياضه فَتَركه فيسوق اللَّه تَعَالَى إِلَيْهِ البق فَتَقَع عَلَيْهِ لزهومة رِيحه فيلقطها ويعيش بهَا إِلَى أَن يحمم ريشه فيسود فيعاوده الْغُرَاب عِنْد ذَلِك ويلقطه الْحبّ، والمخلوق إِذَا رزق فَإِنَّهُ يفنى مَا عِنْده فَيقطع عطاؤه عَمَّن أفضل عَلَيْهِ، فَإِن لم يفن مَا عِنْده فني هُوَ وَانْقطع الْعَطاء، وخزائن الله لَا تنفد وَملكه لَا يَزُول، وَقد يكون وُصُول الرزق بِطَلَب وَبِغير طلب، ويصل إِلَى الإِنسان من وَجه مُبَاح وَوجه غير مُبَاح وكل ذَلِك رزق اللَّه تَعَالَى جعله قوتا للْعَبد ومعاشا، قَالَ الله تَعَالَى:

﴿رِزْقًا لِلْعِبَادِ﴾ [ق:11] إِلا أَن الشَّيْء إِذَا كَانَ مَأْذُونا فِي تنَاوله فَهُوَ حَلَال حكما، وإِذَا كَانَ غير مَأْذُون فِيهِ فَهُوَ حرَام حكما وَجَمِيع ذَلِك رزق».
- قال القحطاني: «ورزقه لعباده نوعان: عام، وخاص. 1 - فالعام إيصاله لجميع الخليقة جميع ما تحتاجه في معاشها وقيامها، فسهَّل لها الأرزاق، ودبّرها في أجسامها، وساقَ إلى كل عضوٍ صغير وكبير ما يحتاجه من القوت، وهذا عام للبرِّ والفاجر والمسلم والكافر، بل للآدميين والجن والملائكة والحيوانات كلها. وعام أيضاً من وجه آخر في حق المكلّفين؛ فإنه قد يكون من الحلال الذي لا تبعة على العبد فيه، وقد يكون من الحرام ويسمى رزقاً ونعمة بهذا الاعتبار، ويقال: «رزقه اللَّه» سواء ارتزق من حلال أو حرام، وهو مطلق الرزق. 2 - وأما الرزق المطلق فهو النوع الثاني، وهو الرزق الخاص، وهو الرزق النافع المستمر نفعه في الدنيا والآخرة، وهو الذي على يد الرسول - صلى الله عليه وسلم -، وهو نوعان: النوع الأول: رزق القلوب بالعلم والإيمان وحقائق ذلك، فإن القلوب مفتقرة غاية الافتقار إلى أن تكون عالمة بالحق مريدة له متألّهة للَّه متعبّدة وبذلك يحصل غناها ويزول فقرها. النوع الثاني: رزق البدن بالرزق الحلال الذي لا تبعة فيه؛ فإنَّ الرزق الذي خصَّ به المؤمنين والذي يسألونه منه شامل للأمرين، فينبغي للعبد إذا دعا ربه في حصول الرزق أن يستحضر بقلبه هذين الأمرين، فمعنى «اللَّهم ارزقني» أي ما يصلح به قلبي من العلم والهدى والمعرفة ومن الإيمان الشامل لكل عمل صالح وخلق حسن، وما به يصلح بدني من الرزق الحلال الهنيّ الذي لا صعوبة فيه ولا تبعة تعتريه».[11]
- قال ابن رسلان: «(‌الرازق) القائم لكل نفس بما يقوتها، فرزق الأجسام الغذاء، وغذاء الأفلاك الحركة، ورزق النفوس العلوم، ورزق العقول الشهود، ويقال: من دعاء داود عليه السلام (يا رازق (3) النعاب في عشه) والنعاب بالنون والعين المهملة آخره باء موحدة هو: فرخ الغراب»[12]

## بعض من أثبت هذا الاسم لله
من العلماء الذين صرحوا بإثبات هذا الاسم لله عز وجل:
1. محمد بن إسحاق بن منده(ت395هـ)، قال: «ومن أسماء الله عز وجل: الرازِق والرَّزَّاق».[13]
2. قوام السنة إسماعيل الأصبهاني (ت535هـ) قال: «ومن أسماء الله عز وجل: الرازِق والرَّزَّاق» .[10]
3. ابن قيم الجوزية.[14]
4. ابن الوزير(ت 840هـ).[15]
5. ابن رسلان (ت 844هـ).[12]
6. سعيد بن علي بن وهف القحطاني صاحب حصن المسلم.[11]
7. علوي بن عبد القادر السقاف.[16]
8. عبد العزيز بن عبدالله بن باز(ت1420هـ).[11]
9. الحليمي.[17]
10. أبوبكر البَيهقي.[17]
11. أبو عبد الله القرطبيُّ.[17]
12. محمد بن خليفة بن علي التميمي.[17]